# 君は英雄なんかじゃない
『君は英雄なんかじゃない』は、斉藤哲夫が1972年6月にURCレコードから唯一発売した、初めてのスタジオ・アルバム。本作を最後に、CBS・ソニーへ移籍する。

## 解説
シングルデビューは1970年だが、アルバムとしてはそこから2年経過しての制作となった。
早川義夫からアルバムをやろうと話が持ち上がるも、曲はほとんどなかったので、このアルバムのために書き上げた曲が多い。
早川に影響を受けていた斉藤は、早川に喜んでもらいたい、気に入ってもらいたい一心で作った。歌い方も早川のアルバム『かっこいいことはなんてかっこ悪いんだろう』に影響を受けている。
ボブ・ディランの「ライク・ア・ローリング・ストーン」みたいな曲を作りたかったが、結果的にはジョン・レノンのアルバム「ジョンの魂」に影響された。
収録曲のほとんどは、既に1970年、1971年の「全日本フォークジャンボリー」で披露している。
ジャケットの裏写真は、新宿御苑で撮影されたもの。

## 収録曲
全作詞・作曲：斉藤哲夫、全編曲：瀬尾一三

### Side A
1. 6/8 無題（素晴らしい人生）  –  (7:00)
  - 早川から「君のうたはネガティブに捉えているものが多い、素晴らしいっていう言い方の人生があってもいいんじゃない？」と言われたことから、鈴木慶一と二人で創作した。「リヴァーブ（昔は鉄板エコーと言っていた）の効果がいい感じで出ている」[1]。
  - デビッド・マクウィリアムスの「パーリー・スペンサーの日々」の声が変わる部分の感じをやりたかった[1]。
2. 明日になれば  –  (4:02)
  - ザ・バンドの「ザ・ウェイト」を聴いてビックリして、こういう感じの曲を作りたかった[1]。
  - ポール・マッカトニーのように高い音で歌ってみたかった[1]。
3. 悩み多き者よ（アルバム・バージョン）  –  (5:35)
  - ボブ・ディランの「時代は変わる」と、ビートルズの「悲しみをぶっとばせ」の影響を受けている[1]。
4. 君は英雄なんかじゃない  –  (9:03)
  - 高校時代に金持ちの息子が、「今日も機動隊と闘って帰ってきた」と得意気に言ってたが、「お前は英雄なんかじゃない、愛とか平和とか言ってるけど、なんにも考えてないんじゃないの?」と疑問に思い、それが原点になっている[1]。

### Side B
1. 時は矢の様に  –  (6:43)
  - 柳田ヒロがエルトン・ジョンの「マッドマン」のピアノの弾き方をマスターしていたので、その感じを出してみたかった[1]。
2. 斧をもて石を打つが如く  –  (7:04)
  - 白井道夫（山平和彦の「放送禁止歌」を作詞）と大阪で会ったときに、「斧で石を打ったら刃がこぼれちゃうよ」と言われたことと、斉藤はプロテスタント系の高校で聖書の「罪なきものは石を投げよ」と、石川啄木の短歌「石をもて追わるるごとく」、PPMの「イフ・アイ・ハド・ア・ハンマー」らが合わせってできた曲[1]。
  - 学生運動をやってた人たちは、このタイトルの斧をゲバ棒だと勘違いしていたが、そういう意味ではない[1]。
3. 日の丸  –  (7:38)
  - TBSに60年安保で東北大学の委員長をやってた人がいて、「今度の週が日の丸制定の日なんだけど、それに合わせてちょっと批判的な曲を書いてくれない?」との依頼で作った[1]。
4. とんでもない世の中だ（アルバム・バージョン） –  (5:34)
  - 先にシングル化されたものを、ボブ・ディランの楽曲をイメージしたアレンジで録り直している[1]。

### ボーナス・トラック
2016年にリリースされた『君は英雄なんかじゃない＋3』には、ボーナス・トラックとして以下の曲が収録されている。
1. 日の丸（未発表ライブ音源）  –  (4:18)
2. されど私の人生（未発表ライブ音源）  –  (4:49)
3. 斧をもて石を打つが如く（未発表ライブ音源）  –  (7:08)

## レコーディング・メンバー
※ほとんどはアレンジャーの瀬尾一三が連れてきたメンバーで、柳田ヒロ関連のミュージシャンも参加している。

### ミュージシャン
- 唄、ギター、タンバリン  –  斉藤哲夫
- タンバリン  –  渡辺勝
- ピアノ  –  渡辺勝、鈴木慶一、綾小路弘仁（柳田ヒロ）
- オルガン  –  渡辺勝
- エレクトリック・ベース  –  鈴木重章、武部秀明
- ドラム  –  戸叶京助、田中清司
- アコースティック・ギター  –  渡辺勝、野澤享司
- コーラス  –  鈴木慶一

### スタッフ
- デザイン  –  柴村無二
- エンジニア  –  神成芳彦
- ディレクター  –  斉藤哲夫、早川義夫
- 写真撮影  –  池田多美江
- プロデューサー  –  秦政明、緒方陽一

## 発売履歴
| 発売日        | レーベル          | 規格             | 規格品番   | 備考                                             |
| ------------- | ----------------- | ---------------- | ---------- | ------------------------------------------------ |
| 1972年6月1日  | URCレコード       | LP               | URG-4013   |                                                  |
| 1977年        | URCレコード       | LP               | UX-8021    |                                                  |
| 1980年        | SMS Records       | LP               | SM20-4131  |                                                  |
| 1987年        | SMS Records       | CD               | MD30-4131  |                                                  |
| 1989年9月25日 | Kitty Records     | CD               | H20K-25030 |                                                  |
| 1995年6月16日 | 東芝EMI           | CD               | TOCT-8955  |                                                  |
| 2002年10月9日 | avex io           | CD               | IOCD-40029 |                                                  |
| 2016年3月30日 | GREENWOOD RECORDS | HQCD（紙ジャケ） | GRCL-6065  | 2016年デジタルリマスター盤、ボーナス・トラック入 |
| 2018年1月17日 | ポニーキャニオン  | LP               | PCJA-00073 |                                                  |
| 2018年1月17日 | ポニーキャニオン  | カセットテープ   | PCTA-00288 |                                                  |